# Nicola Sabbatini

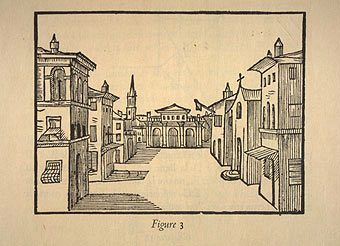
Dibujo en perspectiva de un escenario complejo, de la portada del libro de Sabbatini, 1638

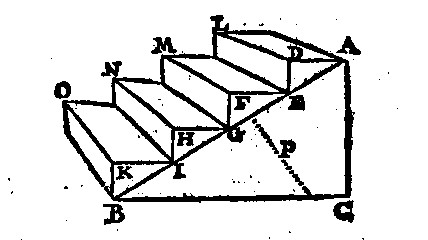
Xilografía que muestra cómo construir la inclinación de los asientos de un teatro, 1638

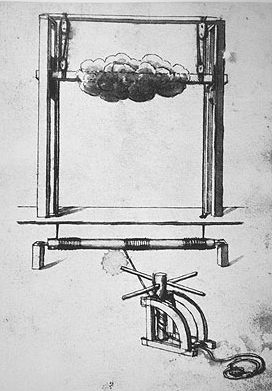
Proyecto de Sabbatini para una máquina escénica que reproduce las nubes moviéndose en el escenario, 1638

Nicola Sabbatini (también conocido como Niccolò Sabbatini, Nicola Sabbattini) (1575 – 1654), fue un arquitecto y escenógrafo italiano del Barroco.

## Biografía

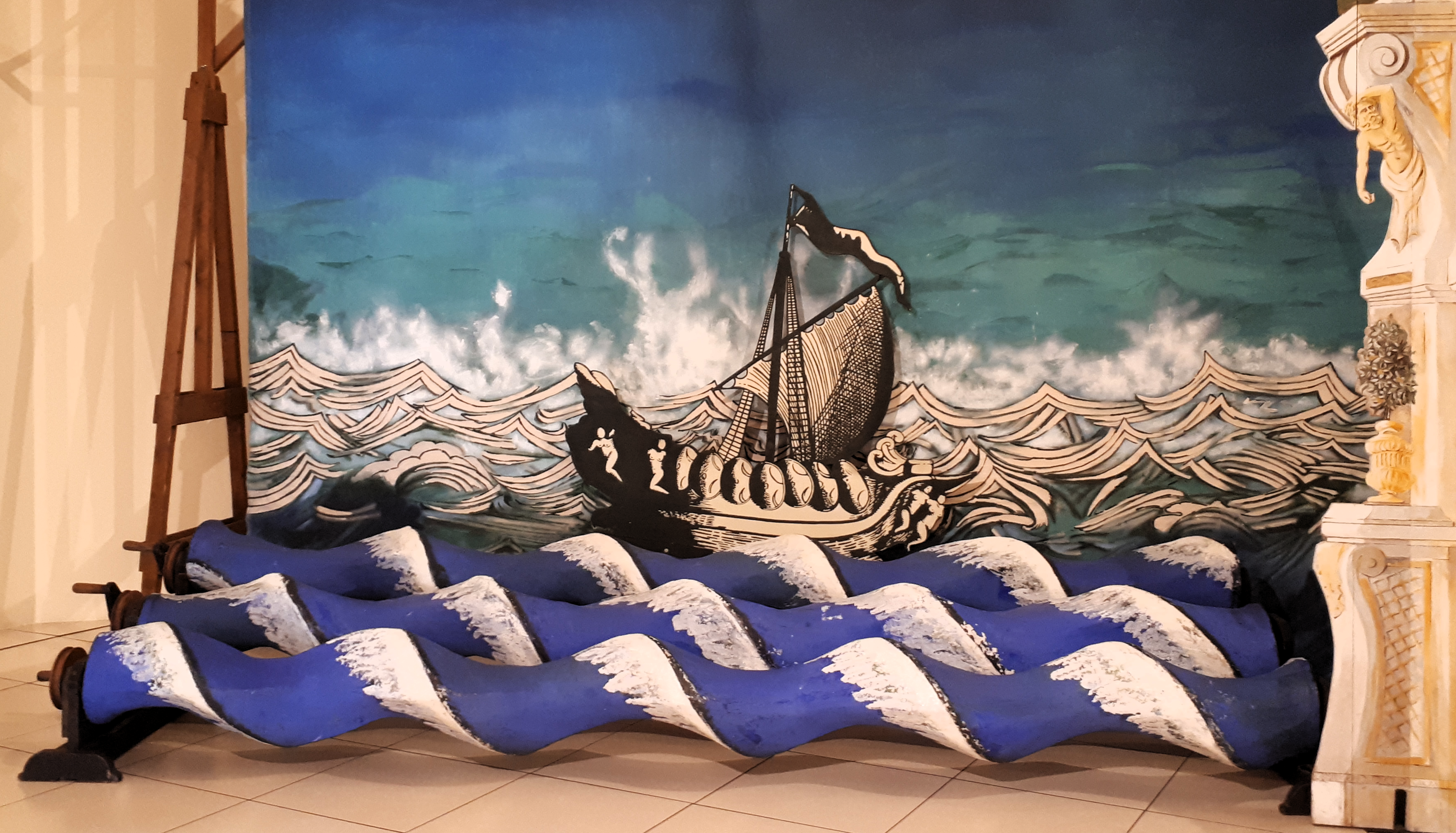
Mar de olas de Nicola Sabbatini

Extremadamente influyente en su época por los pioneros e ingeniosos diseños de teatros, de escenarios, proyectos de luces y maquinaria escénica. Trabajando en la corte del Ducado de Urbino, fue uno de los primeros diseñadores de sofisticadas máquinas que crearon efectos visuales y sonoros realistas que imitaban el mar, tormentas, truenos, relámpagos, fuego, infierno, dioses voladores y nubes, etc.
Escribió uno de los libros más importantes sobre cómo construir y usar una serie de dispositivos, escenarios y maquinaria para el escenario: La práctica de las escenas y máquinas de los fabricantes en los teatros, que se publicó en 1638. La arquitectura interna de los teatros también fue fuertemente influenciada por Sabbatini.
Sabbatini desarrolló y describió una serie de nuevas técnicas de iluminación escénica, como ajustar el brillo para oscurecer toda la escena, focos ajustables para iluminar ciertas partes del escenario (se cree que inventó el primer foco ajustable fijando una palangana pulida detrás de una fuente de luz ) y varios otros, siendo así, junto con Sebastiano Serlio (1475-1554) y Leone de' Sommi, uno de los creadores de la iluminación escénica con fines dramáticos, incluyendo cambios en la iluminación en relación con el guion en sintonía con el espectáculo o la ópera. También fue el primero en usar linternas mágicas para proyectar imágenes fantasmales en el escenario y crear una serie de herramientas para efectos acústicos, como la "caja del trueno", un artilugio que usaba esferas de hierro o piedra que rodaban por unas escaleras de madera cuando se requería el efecto.
Sabbatini aprendió las teorías sobre la perspectiva del matemático y filósofo Guido Ubaldi, quien las publicó en su Perspectivae Libri VI en Pisa en 1600. Le pidió que diseñara las máquinas para las salas y para el escenario en 1637 para un espectáculo en el Teatro del Sole. en Pesaro, utilizó ese conocimiento para lograr los efectos de la perspectiva.
Entre sus muchos inventos destinados a crear efectos escénicos más realistas, desarrolló formas de cambiar rápidamente los escenarios, utilizando varios métodos:
- Patas de esquina: paneles planos a los lados del escenario que se volteaban como las páginas de un libro;
- Periaktoi: paneles pintados de elementos verticales de sección triangular que giraban sobre su propio eje;
- Puertas correderas: se desplazaban por ranuras en el suelo del escenario;
- Telones enrollados: la escena se desenrolllaba desde arriba, frente a la anterior;
- Rastrillos: los escenarios se levantaban rápidamente desde debajo del escenario mediante contrapesos.

Estas innovaciones creaban efectos ilusionistas que producían asombro en ese momento y que se conocieron como scènes á la italienne.
En su investigación sobre la perspectiva escenográfica, definió el llamado œil du prince ("el ojo del príncipe"), como el lugar ideal entre el público del teatro que permite la mejor perspectiva posible de las escenas. En un capítulo de su libro, describe "cómo poner al príncipe", donde "todos los objetos de la escena aparecen mejor ... que de cualquier otro lugar". Se encuentra aproximadamente en el medio de la séptima fila y es un asiento muy codiciado.
Además de sus importantes trabajos en la ingeniería escénica, Sabbatini participó como arquitecto y decorador en la construcción de varios edificios en Pesaro, como el Palazzo Ducale, construido por el duque Francisco María II della Rovere de Urbino. Diseñó y construyó el Vecchio Teatro di Corte dentro de este edificio, que luego fue demolido. Posteriormente, un grupo de ciudadanos de Pesaro le encargó la construcción del nuevo Teatro del Sole, que fue inaugurado en 1637.

## Obras
- Sabbatini, Nicola (1638). Pratica di fabricar scene e macchine ne' teatri (en italiano). Ravenna: per Pietro de' Paoli, e Gio. Battista Giouannelli stampatori camerali.

## Otros proyectos
- Wikimedia Commons alberga una categoría multimedia sobre Nicola Sabbatini